# امانوئل ۶
امانوئل ۶ (انگلیسی: Emmanuelle 6) فیلمی در ژانر پورنوگرافی و شهوانی است که در سال ۹۵ منتشر شد. از بازیگران آن می‌توان به اندی گارسیا و سانتیاگو پرز اشاره کرد.